# Neidenbach

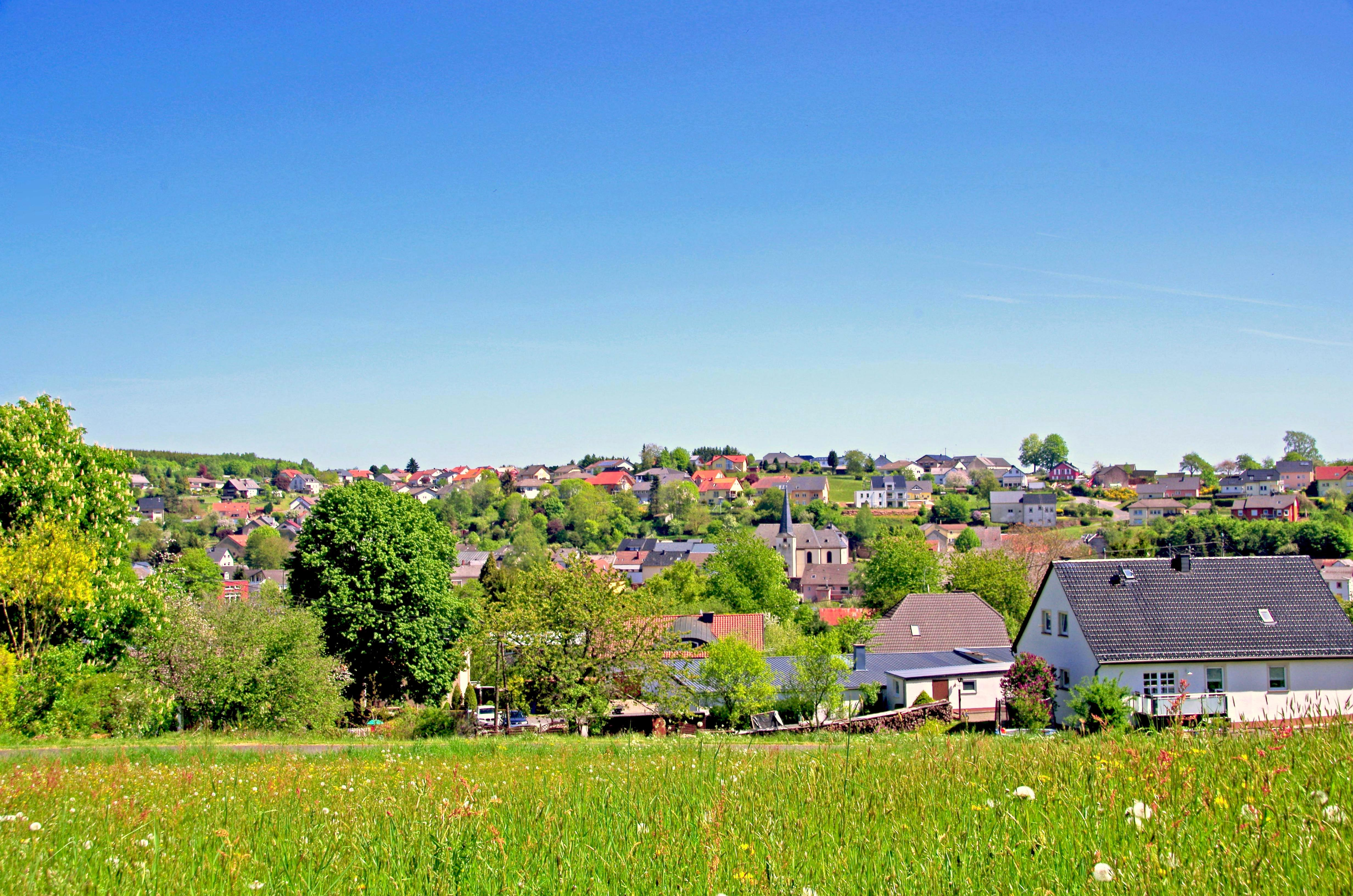
Neidenbach von Westen

Neidenbach ist eine Ortsgemeinde im Eifelkreis Bitburg-Prüm in Rheinland-Pfalz. Sie gehört der Verbandsgemeinde Bitburger Land an.

## Geographie
Neidenbach liegt in der Eifel etwa 45 km nördlich von Trier in der Kyllburger Waldeifel. Zur Ortsgemeinde gehören auch der Weiler Erntehof 2,5 km nordwestlich der Ortslage sowie die Wohnplätze Koppenweg, Maierhof, Nickelshof und Am Wasserfall.

## Geschichte
Flurnamen und einige archäologische Funde, darunter Brandgräber, deuten auf eine römische und fränkische Besiedelung der Gegend um Neidenbach. Ein Grenzstein, der an der Römerstraße Trier–Köln, die über die Höhen zwischen Neidenbach und Balesfeld verlief und im Gelände und auf topographischen Karten erkennbar ist, trägt die Inschrift FINIS PAGI CARVCVM und weist damit auf eine Siedlung von anderweitig nicht unter diesem Namen bezeugten, mutmaßlich keltischen Caruces hin (siehe Carosgau). Ferner ist ein römisches Quellheiligtum bekannt.
Urkundlich erstmals erwähnt wurde der Ort 1177 als Nidenbuch in einer Urkunde des Papstes Alexander III., in der erwähnt wird, dass Graf Fulco de Malberc dem Kloster Himmerod ein Allodium (Erbgut und Gutshof) mit allen Zubehören schenkt.
Bis zum Ende des 18. Jahrhunderts gehörte Neidenbach teils zu Kurtrier (Amt Kyllburg), teils zum Herzogtum Luxemburg (Herrschaft Malberg). Die Grundherrschaft stand dem Herrn von Malberg, Baron von Veyder, und dem Zisterzienserinnen-Kloster Sankt Thomas bei Kyllburg in gleichen Teilen zu. Die beiden Herren setzten ein gemeinschaftliches Gericht ein, von dem die luxemburgischen Untertanen nach Luxemburg, die trierischen nach Trier appellierten. 1531 wurden neun trierische und fünf luxemburgische, 1624 ebenfalls neun trierische, 1636 aber acht luxemburgische Feuerstätten (Haushaltungen) gezählt. 1777 waren es acht trierische und zehn luxemburgische Feuerstätten.
Auch in der sogenannten Franzosenzeit war der Ort geteilt, der zuvor luxemburgische Teil gehörte von 1795 bis 1814 zum Wälderdepartement, der zuvor trierische Teil gehörte von 1798 bis 1814 zum Saardepartement.
Nach dem Wiener Kongress (1815) kam Neidenbach zum Königreich Preußen. Neidenbach gehörte, nun ungeteilt, zur Bürgermeisterei Malberg im 1816 neu gebildeten Kreis Bitburg im Regierungsbezirk Trier, der von 1822 an zur Rheinprovinz gehörte.
Im Jahre 1914 wurden die Gemeinden der Bürgermeisterei Malberg der Bürgermeisterei Kyllburg angegliedert, darunter auch Neidenbach.
Zu Beginn des 20. Jahrhunderts war Neidenbach stark von Sandsteingruben geprägt, die insbesondere die rheinische Schwerindustrie mit großen Stückzahlen von in Handarbeit hergestellten Schleifsteinen belieferten. Durch neue Technologien und Arbeitsschutzbestimmungen (Silikose!) folgte ein allmählicher Niedergang dieses Gewerbes; Im Jahr 1971 existierte nur noch ein Kleinbetrieb.
Von 1968 bis 2014 gehörte Neidenbach der neugegründeten Verbandsgemeinde Kyllburg an, die 2014 zusammen mit der Verbandsgemeinde Bitburg-Land zur neuen Verbandsgemeinde Bitburger Land fusionierte.
Bevölkerungsentwicklung
Die Entwicklung der Einwohnerzahl von Neidenbach, die Werte von 1871 bis 1987 beruhen auf Volkszählungen:
| Jahr | Einwohner |
| ---- | --------- |
| 1815 | 234       |
| 1835 | 358       |
| 1871 | 532       |
| 1905 | 643       |
| 1939 | 887       |
| 1950 | 877       |
| 1961 | 839       |

| Jahr | Einwohner |
| ---- | --------- |
| 1970 | 814       |
| 1987 | 843       |
| 1997 | 877       |
| 2005 | 902       |
| 2011 | 888       |
| 2017 | 876       |
| 2023 | 894       |

## Politik

### Gemeinderat
Der Gemeinderat in Neidenbach besteht aus zwölf Ratsmitgliedern, die bei der Kommunalwahl am 9. Juni 2024 in einer Mehrheitswahl gewählt wurden, und dem ehrenamtlichen Ortsbürgermeister als Vorsitzendem.
Die Sitzverteilung im Gemeinderat:
| Jahr | SPD               | CDU               | WGR               | Gesamt   |
| ---- | ----------------- | ----------------- | ----------------- | -------- |
| 2024 | per Mehrheitswahl | per Mehrheitswahl | per Mehrheitswahl | 12 Sitze |
| 2019 | per Mehrheitswahl | per Mehrheitswahl | per Mehrheitswahl | 12 Sitze |
| 2014 | –                 | 5                 | 7                 | 12 Sitze |
| 2009 | –                 | 5                 | 7                 | 12 Sitze |
| 2004 | 1                 | 7                 | 4                 | 12 Sitze |

### Ortsbürgermeister
Walter Densborn wurde am 24. September 2024 Ortsbürgermeister von Neidenbach. Da bei der Direktwahl am 9. Juni und bei der Wiederholungswahl am 8. September 2024 der bisherige Amtsinhaber keine absolute Mehrheit erreichte, erfolgte die Neuwahl des Ortsbürgermeisters durch den Rat der Gemeinde.
Die Vorgänger von Walter Densborn waren Edwin Mattes (Amtszeit 2014–2024), Günther Theis, Josef Meyer, Herbert Mattes, Werner Schmitt (Amtszeit 1984–1992), Klaus Theis, Hans Schmitz und Peter Kreutz.

### Wappen
| Wappen von Neidenbach | Blasonierung: „In Silber ein blauer, schrägrechts gewendeter Schlüssel, vorn ein roter Schleifstein, hinten eine blaue Kornblume.“ |
| Wappen von Neidenbach | Wappenbegründung: Als Symbol des Orts- und Kirchenpatrons St. Petrus steht dessen Symbol, der Schlüssel, im Wappenschild. Das Patronat besteht seit Jahrhunderten, bestätigt auch im Visitationsprotokoll von 1576. Auf Wunsch der Gemeindevertretung soll das Wappen in den weiteren Symbolen die Wirtschaftsstruktur der Gemeinde widerspiegeln. So steht der rote Schleifstein für die schon sehr alte und ausgedehnte Sandsteinindustrie, die blaue Kornblume für den Wirtschaftsfaktor Landwirtschaft. Die Schildfarbe Weiß mit den Symbolfarben Rot und Blau sind Hinweis auf die Farben von Kurtrier (rot-weiß) und des Herzogtums Luxemburg (blau-weiß), unter die Neidenbach geteilt war. |

## Kultur und Sehenswürdigkeiten

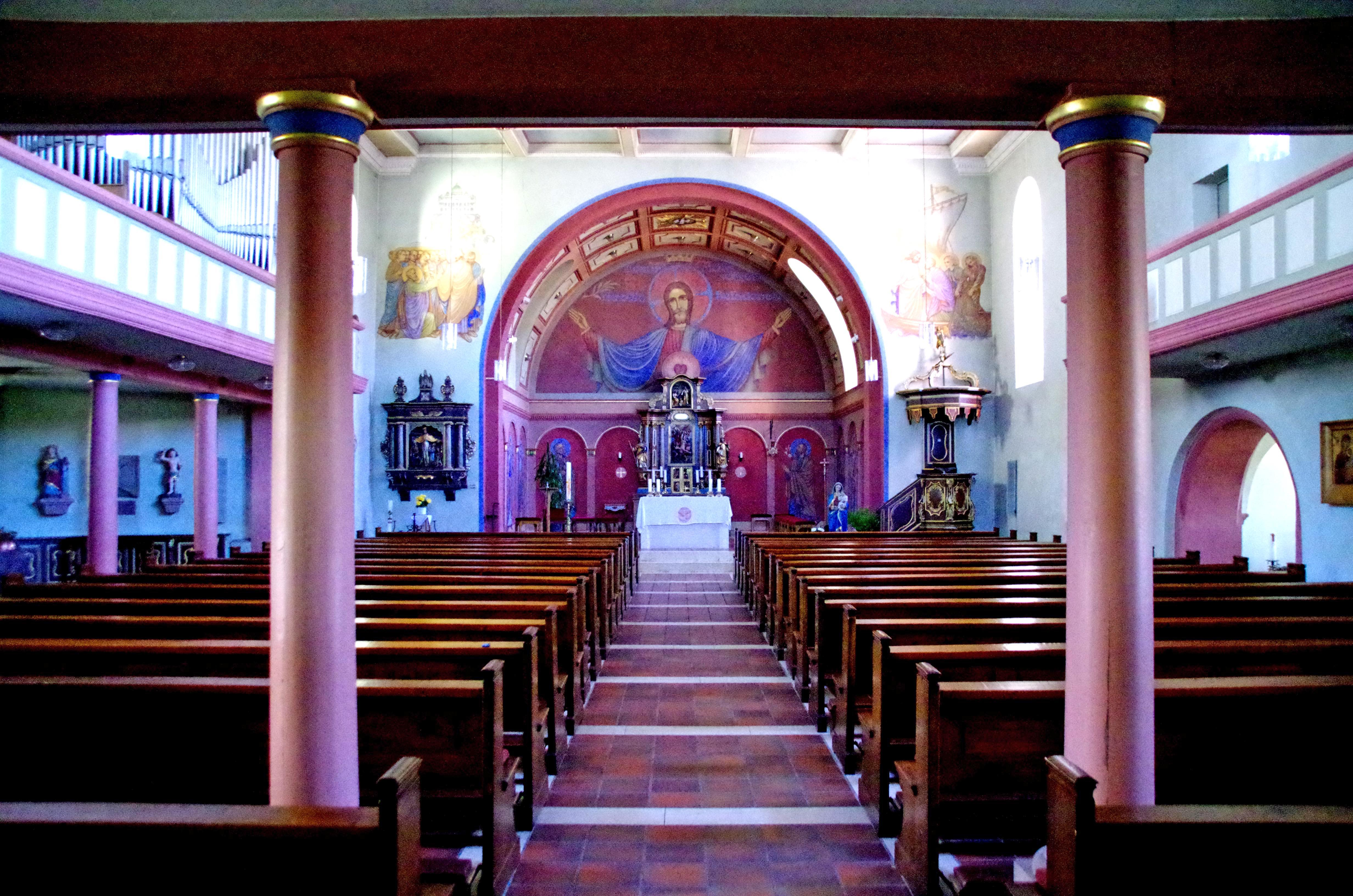
Pfarrkirche St. Peter, Innenraum

### Regelmäßige Veranstaltungen
Jedes Jahr, drei Wochen vor Rosenmontag, veranstaltet der VFL Neidenbach 1953 e. V. die "Große" Kappensitzung und eine Woche später dann die Kinderkappensitzung in der Turnhalle.
Am Sonntag nach Aschermittwoch pflegen die Jugendlichen des Ortes den alten Brauch des Hüttenbrennens.
Alljährlich finden das Maibaumfest und die Kirchweih Peter & Paul Kirmes (moselfränkisch: Pittischdaach) im Ort statt.

## Wirtschaft
Die Bevölkerung findet überwiegend außerhalb des Ortes eine Arbeitsstelle. Im Ort selbst gibt es neben einer Gaststätte und einem Frisör noch kleinere Einzelhandelsgeschäfte, die der unmittelbaren dörflichen Bevölkerung dienen.